# Ґожево (Оборницький повіт)
Ґожево (пол. Gorzewo) — село в Польщі, у гміні Ричивул Оборницького повіту Великопольського воєводства.
Населення — 687 осіб (2011).
У 1975-1998 роках село належало до Пільського воєводства.

## Демографія
Демографічна структура станом на 31 березня 2011 року:
|          | Загалом | Допрацездатний вік | Працездатний вік | Постпрацездатний вік |
| -------- | ------- | ------------------ | ---------------- | -------------------- |
| Чоловіки | 333     | 77                 | 235              | 21                   |
| Жінки    | 354     | 81                 | 204              | 69                   |
| Разом    | 687     | 158                | 439              | 90                   |